# SRSF8
SRSF8 (англ. Serine and arginine rich splicing factor 8) – білок, який кодується однойменним геном, розташованим у людей на 11-й хромосомі. Довжина поліпептидного ланцюга білка становить 282 амінокислот, а молекулярна маса — 32 288.
| 10         |  | 20         |  | 30         |  | 40         |  | 50         |
| ---------- |  | ---------- |  | ---------- |  | ---------- |  | ---------- |
| MSCGRPPPDV |  | DGMITLKVDN |  | LTYRTSPDSL |  | RRVFEKYGRV |  | GDVYIPREPH |
| TKAPRGFAFV |  | RFHDRRDAQD |  | AEAAMDGAEL |  | DGRELRVQVA |  | RYGRRDLPRS |
| RQGEPRGRSR |  | GGGYGRRSRS |  | YGRRSRSPRR |  | RHRSRSRGPS |  | CSRSRSRSRY |
| RGSRYSRSPY |  | SRSPYSRSRY |  | SRSPYSRSRY |  | RESRYGGSHY |  | SSSGYSNSRY |
| SRYHSSRSHS |  | KSGSSTSSRS |  | ASTSKSSSAR |  | RSKSSSVSRS |  | RSRSRSSSMT |
| RSPPRVSKRK |  | SKSRSRSKRP |  | PKSPEEEGQM |  | SS         |  |            |

A: Аланін

C: Цистеїн

D: Аспарагінова кислота

E: Глутамінова кислота

F: Фенілаланін

G: Гліцин

H: Гістидин

I: Ізолейцин

K: Лізин

L: Лейцин

M: Метіонін

N: Аспарагін

P: Пролін

Q: Глутамін

R: Аргінін

S: Серин

T: Треонін

V: Валін

Кодований геном білок за функцією належить до фосфопротеїнів. 
Задіяний у таких біологічних процесах, як процесинг мРНК, сплайсинг мРНК, ацетилювання, альтернативний сплайсинг. 
Білок має сайт для зв'язування з РНК. 
Локалізований у ядрі.